# Ruellia leucantha
Ruellia leucantha är en akantusväxtart. Ruellia leucantha ingår i släktet Ruellia och familjen akantusväxter.

## Underarter
Arten delas in i följande underarter:
- R. l. leucantha
- R. l. postinsularis